# Slap Her... She's French
Pour plus de détails, voir Fiche technique et Distribution.
Slap Her... She's French (She Gets What She Wants aux États-Unis, Freche Biester! en Allemagne) est un film humoristique germano-britannico-américain, réalisé par Melanie Mayron, sorti en 2002.

## Synopsis
Starla Grady, une jeune Texane, est la fille la plus populaire de son lycée : meneuse des pom-pom girls, son petit ami est le capitaine de l'équipe de football, et elle vient d'être nommée reine de sa promotion. Seule bémol : ses notes en français sont très mauvaises et décident son père à accueillir une étudiante française comme fille au pair. Mais cette dernière, Geneviève LePlouff, malgré ses allures de gentille fille timide, est en réalité une terrible manipulatrice qui compte prendre la place de reine du lycée.

## Fiche technique
- Titre : Slap Her... She's French
- Réalisation : Melanie Mayron
- Scénario : Lamar Damon, Robert Lee King
- Musique : Christophe Beck, David Michael Frank
- Directeur de production : Steven Brown, Joe Fineman, Todd Lewis, Michael Toji
- Date de sortie : 7 février 2002 (Allemagne)
- Pays d'origine : Allemagne / Royaume-Uni / États-Unis d'Amérique
- Genre : comédie noire
- Durée : 92 minutes

## Distribution
- Piper Perabo : Geneviève Le Plouff
- Jane McGregor (en) : Starla Grady
- Trent Ford : Ed Mitchell
- Julie White : Bootsie Grady
- Brandon Smith : Arnie Grady
- Jesse James : Randolph Grady
- Nicki Aycox : Tanner Jennings
- Alexandra Adi (de) : Ashley Lopez
- Matt Czuchry : Kyle Fuller
- Cristen Coppen : Doreen Gilmore
- Michael McKean : monsieur Duke
- Mary Portser : Kimmy Sue Sprinkle
- Katherine Cortez : Lurlene Haskell
- Jerry Cotton : shérif Flinkman
- Kirk Sisco : News Contest Judge

## Commentaires
Malgré ce que son titre pourrait laisser croire, Slap Her... She's French n'est pas un film franchement francophobe. En effet, si le film contient de nombreuses railleries à l'égard de la France, il se moque encore plus fort des Texans.
Sorti en 2002, un an avant la guerre en Irak, le film fut produit avant que la position protestataire de la France face au futur conflit ne provoque un important sentiment anti-français aux États-Unis. Cette coïncidence permit à la réception du film de largement profiter du phénomène et de recevoir un assez bon succès[réf. nécessaire].
Le film est apparu aux États-Unis à la télévision sous le titre She Gets What She Wants le 9 janvier 2005 sur ABC Family.